# Milidrag Marič
Milidrag Marič (* 9. November 1983 in Koper) ist ein slowenischer Fußballspieler, der in Österreich bei SC Kaiserebersdorf unter Vertrag steht.

## Sportlicher Werdegang
Der Abwehrspieler startete seine Profikarriere 2001 mit dem NK Koper. Marič absolvierte in fünf Jahren 19 Ligaspiele für Koper, bevor er 2005 zu NK Križevci wechselte. Nach einem Jahr für NK Križevci in der Prekmurje Region, unterschrieb er einen Vertrag in der 2. SNL für ND Mura. Bei Murska Sobota entwickelte er sich zum Leistungsträger, spielte in seinen drei Jahren für den Verein 62 Spiele und erzielte vier Tore. Im Juni 2009 unterschrieb er beim Ligarivalen NK Primorje Ajdovščina, wo er in der Saison 2009/10 in 21 Spielen drei Tore erzielte. Nach dem Ende der 2. SNL Saison schaffte er mit seinem Verein den Aufstieg in die erste Liga. Nachdem er in der ersten Saison für Ajdovscina 16 Spiele in der ersten Saisonhälfte 2010/11 gespielt hatte, kehrte er im Januar 2011 zum FC Koper zurück. Er spielte die Saison mit dem Verein zu Ende, kam aber nur zu sechs kurz Kurzeinsätzen. Nachdem er nicht richtig zum Zuge nach seiner Rückkehr bei Koper gekommen war, wechselte Marič am 7. Juli 2011 zum spanischen SD Rayo Cantabria, welches in der Tercera División Group 2 spielt. Im Frühjahr 2012 kehrte er nach Slowenien zurück und wechselte zum NK Krka Novo mesto. Im Frühjahr 2013 heuerte er in der Österreichischen Oberliga A beim SC Kaiserebersdorf-Srbija 08 an.